# Bilokation
Bilokation är en religiös eller parapsykologisk påstådd förmåga att vara på två platser samtidigt. Den kopplas ofta samman med och har likheter "utanför kroppen-upplevelse" och "astral projektion" men inom till exempel religionen så upplever andra att personen befunnit sig på två ställen vid det som kallas bilokation vilket inte är självklart vid utomkroppslig upplevelse. Bland helgonet Padre Pios mirakel är bilokation vanligt förekommande.